# Cathy Marston
Cathy Marston (nacida en 1975) es una coreógrafa y directora artística británica. Fue directora del Ballet de Berna entre 2007 y 2013. Después de su mandato, ha coreografiado para compañías de todo el mundo, incluido The Royal Ballet, San Francisco Ballet, Joffrey Ballet, y Northern Ballet. Fue directora de ballet y coreógrafa principal del Ballett Zürich en la temporada 2023-2024.

## Primeros años de vida
Cathy Marston nació en Newcastle en 1975. Ambos padres eran profesores de inglés. Estudió en el Royal Ballet de Londres entre 1992 y 1994.

## Carrera
Marston fue bailarina del Ballet de Zúrich, del Ballet de Lucerna y del Ballet de Berna, todos con sede en Suiza.
En 1997, Marston creó su primer coreografía para el Royal Ballet, Figure in Progress, y desde entonces ha creado varias producciones para el departamento de Aprendizaje y Participación en el Royal Opera House (Teatro Real de Ópera). En 2002, Marston se convirtió en Artista Asociado en el Royal Opera House. Sus obras para el Royal Ballet se bailan en el Linbury Studio Theatre. En 2005, presentó su primer trabajo de larga duración, Ghosts . En 2006, lanzó una organización benéfica, The Cathy Marston Project, para apoyar su trabajo creativo. En 2007, Marston se convirtió en directora del Ballet de Berna en Suiza, cargo que ocupó hasta 2013. Desde 2013, ha recibido encargos internacionales, incluidos en el Reino Unido, Suiza, Alemania, Austria, Finlandia, Dinamarca, Polonia, Estados Unidos, Canadá, Cuba, Hong Kong y Australia.
Marston es reconocida por su ballet narrativo con mujeres como personajes principales. Sin embargo, Marston ha dicho que estas creaciones no fueron intencionales.
En 2016, Jane Eyre de Marston, basada en la novela homónima de Charlotte Brontë, debutó en el Northern Ballet. Fue elogiado por la crítica británica. La producción realizó una gira por el Reino Unido y se realizó una reposición de una versión ampliada en el Teatro Sadler's Wells de Londres. En 2019, la producción fue bailada por el American Ballet Theatre, con Devon Teuscher, Isabella Boylston y Misty Copeland bailando el papel principal. Ese mismo año, el Joffrey Ballet de Chicago también bailó Jane Eyre .
Marston también coreografió Victoria, basada en la vida de la reina Victoria. Es una coproducción entre el Northern Ballet y el Ballet Nacional de Canadá. El Northern Ballet estrenó la obra en 2019 en Leeds y realizó una gira con la producción por el Reino Unido, incluyendo una presentación en el Teatro Sadler's Wells. La obra se proyectó en cines y luego se transmitió en BBC4. La obra también fue producida para DVD. Además, este fue el último papel de la primera bailarina Pippa Moore antes de retirarse. Moore bailó como la hija menor de la reina Victoria, la princesa Beatriz . El estreno en América del Norte, que será bailado por el Ballet Nacional de Canadá, estaba originalmente programado para 2021, pero se retrasó hasta 2022 para dar paso a un estreno mundial que se pospuso debido a la pandemia del coronavirus COVID-19 .
La primera producción de Marston en el escenario principal del Royal Ballet, The Cellist, se estrenó en 2020. Es una obra de un solo acto basada en la vida de Jacqueline du Pré, con Lauren Cuthbertson como la violonchelista titular. Marston consultó a los amigos de du Pré y a Barenboim, y conversó con personas con esclerosis múltiple, incluida la madre de Marston, para realizar su trabajo. La obra se proyectó en cines de todo el mundo y será lanzada en DVD. El violonchelista fue una de las producciones disponibles para transmitir en línea durante la pandemia de coronavirus 2019-20.
En 2021, se anunció que Marston sucederá a Christian Spuck como director de ballet y coreógrafo en jefe del Ballett Zürich.

## Vida personal
Marston tiene una certificación como coach de vida.

## Obras notables
- before the tempest…after the storm para el Royal Ballet, 2004[20]
- Ghosts para el Royal Ballet, 2005[21]
- Wuthering Heights (Sturmhöhe) para el Bern Ballett, 2009[22]
- Clara para el Bern Ballett, 2010[23]
- Witch-hunt (Hexenhatz) para el Bern Ballett, 2013[24]
- Three Sisters para Ballett im Revier, 2014[25]
- Lolita para Copenhagen Summer Ballet, 2015[26]
- Jane Eyre para el Northern Ballet, 2016[8]
- Hamlet para Ballett im Revier, 2017[27]
- The Suit para Ballet Black, 2018[28]
- Snowblind para San Francisco Ballet, 2018[29]
- Lady Chatterley’s Lover para Les Grands Ballets Canadiens, 2018[30]
- Victoria para Northern Ballet y el National Ballet of Canada, 2019[11]
- The Cellist para el Royal Ballet, 2020[17]